# 瓦利斯和富图纳高级行政官
瓦利斯和富图纳高级行政官（Administrator Superior of Wallis and Futuna），是法国总统在瓦利斯和富图纳的代表，1961年瓦利斯和富图纳成为法国海外省和海外领地时设立。
| 任期                          | 名                                                                                  | 备注                |
| ----------------------------- | ----------------------------------------------------------------------------------- | ------------------- |
| 1961年10月7日-1962年3月21日   | 让·莱昂·佩里耶（Jean Léon Périé）                                                   |                     |
| 1962年3月21日-1962年8月13日   | 雅克·埃马纽埃尔·维克托·亨利（Jacques Emmanuel Victor Herry）                        | 过渡                |
| 1962年8月13日-1964年1月28日   | 让·马里·皮埃尔·贝特朗（Jean Marie Pierre Bertrand）                                 |                     |
| 1964年3月11日-1966年4月20日   | 安德烈·皮埃尔·弗朗索瓦（André Pierre François Duc-Dufayard）                        |                     |
| 1966年4月20日-1968年7月19日   | 费尔南·拉莫迪埃（Fernand Lamodière）                                                | 代理到1966年7月26日 |
| 1968年7月30日-1971年3月25日   | 雅克·弗雷德里克·加布里埃尔·巴赫（Jacques Frédéric Gabriel Bach）                    |                     |
| 1971年3月25日-1972年8月26日   | 居伊·罗贝尔特·布瓦洛（Guy Robert Boileau）                                          |                     |
| 1972年10月19日-1974年11月25日 | 雅克·费兰特·德·阿戈斯蒂尼（Jacques Ferrante de Agostini）                           |                     |
| 1975年3月22日-1976年10月29日  | 伊夫·罗贝尔·埃米尔·路易·阿尔伯特-勒佩尔（Yves Robert Émile Louis Arbellot-Repaire） |                     |
| 1976年11月6日-1979年5月2日    | 亨利·夏尔·博（Henri Charles Beaux）                                                 |                     |
| 1979年7月11日-1980年12月24日  | 皮埃尔·让·马克·伊萨克（Pierre Jean Marc Isaac）                                     |                     |
| 1980年12月31日-1983年12月17日 | 罗贝尔·吉尔贝·乔治·蒂尔（Robert Gilbert Georges Thil）                              |                     |
| 1984年1月25日-1985年4月11日   | 米歇尔·库恩明希（Michel Kuhnmunch）                                                 |                     |
| 1985年12月3日-1986年4月17日   | 伯纳德·莱斯泰兰（Bernard Lesterlin）                                                |                     |
| 1986年7月15日-1987年9月13日   | 雅克·勒埃纳夫（Jacques Le Hénaff）                                                  |                     |
| 1987年11月17日-1988年9月1日   | 热拉尔·拉莫特（Gérard Lambotte）                                                    |                     |
| 1988年9月6日-1990年8月30日    | 罗歇·迪梅克（Roger Dumec）                                                          |                     |
| 1990年10月25日-1993年2月5日   | 罗贝尔·波米（Robert Pommies）                                                       |                     |
| 1993年3月15日-1994年7月26日   | 菲利普·勒格里（Philippe Legrix）                                                    |                     |
| 1994年8月7日-1996年2月20日    | 莱昂·亚历山大·勒格朗（Léon Alexandre Legrand）                                      |                     |
| 1996年2月27日-1998年11月19日  | 克洛德·皮埃雷（Claude Pierret）                                                     |                     |
| 1998年11月23日-2000年5月25日  | 克里斯蒂安·多尔（Christian Dors）                                                   |                     |
| 2000年7月26日-2002年9月3日    | 阿兰·瓦凯（Alain Waquet）                                                           |                     |
| 2002年9月17日-2005年1月18日   | 克里斯蒂安·若布（Christian Job）                                                    |                     |
| 2005年1月18日-2006年8月       | 格扎维埃·德菲尔斯特（Xavier de Fürst）                                              |                     |
| 2006年8月14日-2008年8月       | 里夏尔·迪迪埃（Richard Didier）                                                     |                     |
| 2008年9月8日-2010年6月28日    | 菲利普·保兰托尼（Philippe Paolantoni）                                              |                     |
| 2010年7月12日-2013年3月30日   | 米歇尔·让让（Michel Jeanjean）                                                      |                     |
| 2013年3月30日-2015年1月19日   | 米歇尔·奥布万（Michel Aubouin）                                                     |                     |
| 2015年1月19日-2017年2月1日    | 马塞尔·勒努夫（Marcel Renouf）                                                      |                     |
| 2017年2月1日-2018年12月19日   | 讓-弗朗西斯·特雷費爾（Jean-Francis Treffel）                                        |                     |
| 2018年12月19日-               | 蒂埃里·凯费莱克（Thierry Queffelec）                                                |                     |